# NBA Action
NBA Action ist ein Basketball-Magazin auf dem Sender DSF, das sich mit der nordamerikanischen Basketball-Liga NBA beschäftigt.

## Allgemein
Der Sendestart erfolgte am 15. September 2006. In NBA Action präsentiert das DSF regelmäßig Neuigkeiten aus der stärksten Basketball-Liga der Welt. Außerdem werden Spielezusammenfassungen der Top-Spiele gezeigt.
Zuvor war bei DSF von 1995 bis 2003 das Magazin Inside NBA zu sehen, das aber aus Kostengründen eingestellt wurde. Unter anderem waren die hohen Lizenzierungskosten der NBA ein ausschlaggebender Grund. 

## Sendezeiten
Die Sendung lief 2006/07 wöchentlich, jeden Freitag, um 17:30–18:00 Uhr auf dem Sportsender DSF.